# Thiago Paz
Thiago Gabriel Rodrigues Paz, noto semplicemente come Thiago Paz (Sant'Ana do Livramento, 26 agosto 1981), è un ex giocatore di calcio a 5 brasiliano naturalizzato azero.

## Biografia
Amico d'infanzia di Ronaldinho, nel 2008 fu contattato dalla Federazione calcistica dell'Azerbaigian per sondare la sua disponibilità a indossare la maglia della selezione caucasica: in virtù delle origini di un bisnonno, Paz avrebbe infatti potuto richiedere la cittadinanza azera, cosa effettivamente avvenuta l'anno seguente.

## Carriera

### Club
Paz ha iniziato in Brasile giocando con Internacional, Atlântico, Minas e Veranópolis. In seguito ha militato per cinque stagioni nel campionato spagnolo, mettendosi in luce con la maglia del Santa Coloma con cui realizzò, nella stagione 2004-05, 29 reti nella División de Honor. Nel gennaio del 2009 si trasferisce in Azerbaigian per giocare con l'Araz Naxçıvan e per perfezionare le pratiche per l'ottenimento della cittadinanza azera. Con l'Araz raggiunge la fase finale della Coppa UEFA 2009-10, conclusa al terzo posto alle spalle di Benfica e Inter. Conclude la carriera in Kuwait indossando la maglia dell'Al Yarmouk.

### Nazionale
Con la Nazionale maschile di calcio a 5 dell'Azerbaigian ha disputato due edizioni del campionato europeo, compresa quella del 2010 in cui gli azeri hanno raggiunto il traguardo delle semifinali, apice sportivo della selezione caucasica.

## Palmarès
- Campionato azero: 2 
Araz Naxçıvan: 2008-09, 2009-10